# Ženska prava u Saudijskoj Arabiji
Ženska prava u Saudijskoj Arabiji definirana su islamom i plemenskim običajima. Na Arapskom poluotoku žive patrijarhalna, nomadska plemena, u kojima postoji odvajanje žena i muškaraca.
Sve žene, bez obzira na dob, moraju imati muškog skrbnika, obično oca ili supruga. Ovisno o skrbniku, žene često puta moraju tražiti od njega dozvolu za: brak i razvod, putovanja (do 45. godine), obrazovanje, zapošljavanje, otvaranje bankovnog računa; kirurški zahvat. Službeno je dopušteno, da žene slobodno traže zaposlenje bez dozvole skrbnika od 2008. godine. 
Žene ne mogu glasovati i biti na visokim političkim položajima. Međutim, kralj Abdullah izjavio je da će žene moći glasovati i kandidirati se na lokalnim izborima 2015., i biti imenovane u Savjetodavnu skupštinu. Saudijska Arabija bila je posljednja zemlja u svijetu, koja je ženama zabranjivala vožnju automobila. Oko 21% saudijskih žena dio je radne snage.
Postoje dokazi, da neke žene u Saudijskoj Arabiji ne žele promjene. Čak i mnogi zagovornici reforma odbijaju zapadne kritičare, jer "ne razumiju jedinstvenost saudijskog društva."